# اچ‌ام‌اس ساترلند (اف۸۱)
اچ‌ام‌اس ساترلند (اف۸۱) (به انگلیسی: HMS Sutherland (F81)) یک کشتی است که طول آن 133 m (436 ft 4 in) می‌باشد. این کشتی در سال ۱۹۹۶ ساخته شد.